# U 163 (U-Boot, 1941)
U 163 war ein deutsches U-Boot vom Typ IX C, das im Zweiten Weltkrieg von der deutschen Kriegsmarine eingesetzt wurde.

## Technik und Geschichte
U 163 war ein Tauchboot für ozeanische Verwendung. Es war ein U-Boot vom Zweihüllentyp und hatte eine Wasserverdrängung von 1.120 t über und 1.232 t unter Wasser. Es hatte eine Länge von 76,76 m, eine Breite von 6,76 m und einen Tiefgang von 4,70 m. Mit den beiden 2.200 PS MAN-Neunzylinder-Viertakt Dieselmotoren M 9 V 40/46 mit Aufladung konnte eine Höchstgeschwindigkeit über Wasser von 18,3 kn erreicht werden. Bei 10 kn Fahrt konnten 12.000 Seemeilen zurückgelegt werden. Die beiden 500 PS SSM-Doppel-E-Maschinen GU 345/34 hatten 62 × 62 Akku-Zellen AFA Typ 44 MAL 740 W. Es konnte eine Höchstgeschwindigkeit unter Wasser von 7,3 kn erreicht werden. Bei 4 kn Fahrt konnte eine Strecke von 64 Seemeilen zurückgelegt werden. Aus 4 Bug- und 2 Hecktorpedorohren konnten 22 Torpedos oder bis zu 44 TMA oder 66 TMB-Minen ausgestoßen werden. Die Tauchtiefe betrug 100–200 m. Die Schnelltauchzeit betrug 35 Sekunden. Es hatte ein 10,5-cm Utof L/45 Geschütz mit 180 Schuss und 1 × 3,7-cm Fla-Waffe mit 2.625 Schuss, 1 × 2-cm-Fla-MK mit 4.250 Schuss. Ab 1943/44 erfolgte bei diesem Bootstyp der Ausbau der 10,5-cm-Kanone und Einbau von 4 × 2-cm-Zwillings-Fla-Geschützen mit 8.500 Schuss. Die Besatzungsstärke konnte aus vier Offizieren und 44 Mannschaften bestehen. Die Kosten für den Bau betrugen 6.448.000 Reichsmark.
Der Auftrag für das Boot wurde am 25. September 1939 an die Seebeckwerft, Geestemünde vergeben. Die Kiellegung erfolgte am 8. Mai 1940, der Stapellauf am 1. Mai 1941, die Indienststellung unter Korvettenkapitän Karl-Eduard Engelmann fand schließlich am 21. Oktober 1941 statt.
U 163 gehörte vom 21. Oktober 1941 bis zum 31. Juli 1942 als Ausbildungsboot der 4. U-Flottille in Stettin und vom 1. August 1942 bis zu seiner Versenkung am 13. März 1943 als Frontboot der 10. U-Flottille in Lorient an.
Es absolvierte drei Feindfahrten, auf denen es drei Schiffe mit 15.011 BRT sowie ein Kanonenboot mit 2.000 t versenken konnte. U 163 wurde am 13. März 1943 in der Biscaya durch kanadische Seestreitkräfte versenkt. Es gab keine Überlebenden.

## Einsatzstatistik

### Erste Feindfahrt
Das Boot lief am 21. Juli 1942 um 7.20 Uhr von Kiel aus. U 163 operierte im Mittelatlantik, in der Karibik, vor Trinidad.
Am 22. Juli 1942 lief U 163 um 22.25 Uhr in Kristiansand zur Versorgung mit Brennstoff ein. Es lief am 23. Juli 1942 um 7.00 Uhr wieder dort aus.
Am 4. September 1942 wurde U 163 auf dem Rückmarsch im Mittelatlantik von U 462 mit Trinkwasser und Proviant versorgt.
Nach 58 Tagen auf See und einer zurückgelegten Strecke von 9.670 sm über und 257 sm unter Wasser lief U 163 am 16. September 1942 um 9.30 Uhr in Lorient ein. Es hatte auf dieser Unternehmung keine Schiffe versenkt oder beschädigt.

### Zweite Feindfahrt
Das Boot lief am 17. Oktober 1942 um 17.30 Uhr von Lorient aus. U 163 operierte im Mittelatlantik, dem Westatlantik, der Karibik, vor Trinidad.
- Am 5. November 1942 wurde im Mittelatlantik 85 Seemeilen östlich von Barbados das britische Motorschiff La Cordillera (Lage) mit 5.185 BRT durch zwei Torpedos versenkt. Es fuhr in Ballast und war auf dem Weg von Suez über Kapstadt und Trinidad nach New York. Es gab drei Tote und 38 Überlebende.

- Am 12. November 1942 wurde in der Karibik bei den niederländischen Antillen das US-amerikanische Kanonenboot USS Erie mit 2.000 t durch vier Torpedos (zwei Fehlschüsse) versenkt. Die USS Erie gehörte zum Konvoi TAG-20.

- Am 21. November 1942 wurde im Mittelatlantik 180 sm nordöstlich von Barbados der britischen Dampfer Empire Starling (Lage) mit 6.060 BRT durch vier Torpedos (ein Fehlschuss) versenkt. Es hatte 5.500 t Gefrier- und Büchsenfleisch, Post sowie Stückgut geladen und befand sich auf dem Weg von La Plata, Rio de Janeiro und Trinidad nach Großbritannien. Es gab keine Verluste, 55 Überlebende.

- Am 22. November 1942 wurde im Mittelatlantik der brasilianische Dampfer Apaloide (Lage) mit 3.766 BRT durch zwei Torpedos (ein Fehlschuss) versenkt. Er hatte 3.500 t Kaffee, Rizinussamen sowie Stückgut geladen und befand sich auf dem Weg von Pernambuco nach Trinidad. Es gab fünf Tote und 51 Überlebende.

Am 27. Dezember 1942 wurde U 163 auf dem Rückmarsch im Mittelatlantik von U 463 mit 42 m³ Brennstoff versorgt.
Nach 81 Tagen auf See und einer zurückgelegten Strecke von 12.083 sm über und 326 sm unter Wasser lief U 163 am 6. Januar 1943 um 12.45 Uhr wieder in Lorient ein. Es hatte auf dieser Unternehmung drei Schiffe mit 15.011 BRT sowie ein Kanonenboot mit 2.000 t versenkt.

### Dritte Feindfahrt
Das Boot lief am 10. März 1943 um 16.30 Uhr von Lorient aus und operierte zunächst in der Biscaya.

## Verbleib
U 163 wurde am 13. März 1943 ca. 315 Seemeilen (580 km) nordwestlich von Kap Ortegal im Marine-Planquadrat BE 9159 auf der Position 45° 5′ N, 15° 0′ W durch Wasserbomben der kanadischen Korvette HMCS Prescott (K161) versenkt. Es gab keine Überlebenden (57 Tote).
- Karte mit allen Koordinaten:
- OSM |
- WikiMap